# 6373 Stern
6373 Stern è un asteroide della fascia principale. Scoperto nel 1986, presenta un'orbita caratterizzata da un semiasse maggiore pari a 2,6547435 UA e da un'eccentricità di 0,0865119, inclinata di 12,67457° rispetto all'eclittica.
L'asteroide è dedicato all'astronomo statunitense Alan Stern.